# The Signal of Distress
The Signal of Distress è un cortometraggio muto del 1912 diretto da Larry Trimble, un film che ha tra i suoi interpreti anche Jean, la Border collie che apparteneva al regista e che diventò negli anni dieci una delle prime star canine dello schermo.

## Produzione
Il film fu prodotto dalla Vitagraph Company of America.

## Distribuzione
Distribuito dalla General Film Company, il film - un cortometraggio in una bobina - uscì nelle sale cinematografiche statunitensi il 9 dicembre 1912.